# Uderzeniowe Bataliony Kadrowe
Uderzeniowe Bataliony Kadrowe – oddziały partyzanckie Konfederacji Narodu działające w latach 1942–1944 (od 1943 w ramach oddziałów Armii Krajowej).

## Geneza
Zalążki Uderzeniowych Batalionów Kadrowych tworzone były w warszawskim środowisku konspiracyjnym. W latach 1942–1943 utworzono ich osiem, nie wszystkie jednak osiągnęły taki stopień organizacji i uzbrojenia, aby mogły być skierowane do walk partyzanckich. Oddziały, których zalążki tworzone były w stolicy, miały być bowiem przerzucane w teren, gdzie po nawiązaniu kontaktów i uzupełnieniu składów o ochotników pochodzących spośród ludności miejscowej, podjąć miały walkę z okupantem. Na teren ich działań wybrano wschodnie obszary Rzeczypospolitej.

## Przygotowania do Uderzenia. Wyprawa sterdyńska
Pierwszą próbę skierowania oddziałów Uderzenia w teren podjęto już w październiku 1942 r. Na miejsce koncentracji w Puszczy Sterdyńskiej i Lasów Ceranowskich wyruszyli z Warszawy członkowie I Uderzeniowego Batalionu Kadrowego. Mieli oni przeprawić się przez Bug i na terenie północnego Podlasia założyć bazę, która pozwoliłaby rozpocząć wiosną 1943 r. walkę partyzancką. Akcją tą dowodził kpt. Ignacy Telechun (pseudonim „Toporski”).
Nie osiągnęła ona założonych celów. Oddział, który ostatecznie sformowano, był znacznie mniejszy od planowanego. Przekroczył Bug i przez kilka dni działał na Białostocczyźnie. W nocy z 29 na 30 października 1942 powrócił na teren Generalnego Gubernatorstwa, a jego członkowie, podzieleni na kilka grup udali się z powrotem do stolicy.
Straty wyprawy sterdyńskiej wyniosły 36 ludzi: 4 zabitych, 2 rannych, 30 aresztowanych.
W ciągu zimy 1942/1943 r. prowadzono dalsze przygotowania do działań partyzanckich. W styczniu 1943 r. wyruszył w okolice Ciechanowca patrol pod dowództwem Ryszarda Reiffa (pseudo „Jacek”). Udało mu się nawiązać kontakty w terenie i utworzyć 1. Uderzeniowy Pluton Partyzancki liczący 30 ludzi. Dowództwo tego plutonu objął Julian Jagodziński (pseudo „Stefan Pawłowski”). W maju 1943 r. powiększono jego skład zarówno o ludzi z miejscowych placówek, jak i grupę z Warszawy i przekształcono go w VIII Uderzeniowy Batalion Kadrowy pod dowództwem Ryszarda Reiffa.

## Wymarsz sił głównych
Zawiązki pozostałych siedmiu batalionów tworzone były w Warszawie, dwa spośród nich nie zostały jednak zorganizowane przed wymarszem. Koncentracja głównych sił Uderzeniowych Batalionów Kadrowych odbyła się (za wiedzą i zgodą Komendy Głównej Armii Krajowej) w okolicy stacji kolejowej Dalekie w pobliżu Wyszkowa 27 i 28 maja 1943. Wzięły w niej udział: VIII Uderzeniowy Batalion Kadrowy R. Reiffa, Poczet Podlasie oraz przybyłe z Warszawy Uderzeniowy Batalion Szturmowy oraz IV Uderzeniowy Batalion Kadrowy. Łącznie siły polskie liczyły ok. 200 osób, a dowodził nimi Bolesław Piasecki. Rejon koncentracji został otoczony przez Niemców. Partyzanci przebili się z okrążenia tracąc 4 poległych i 8 rannych. Straty niemieckie wynosiły prawdopodobnie 15 zabitych i 22 rannych. Następnie podzielono siły polskie na dwie grupy, które, różnymi drogami, udały się na Białostocczyznę, gdzie podjęły działania partyzanckie.

## Walki na Podlasiu
11 czerwca 1943 doszło do bitwy pod Pawłami (powiat Bielsk Podlaski). Niemcy otoczyli tu zmierzający do Puszczy Białowieskiej IV Uderzeniowy Batalion Kadrowy dowodzony przez Stanisława Pieciula (ps. „Radecki”). Zginęło 25 partyzantów, w tym dowódca, ocalało zaledwie trzech; straty niemieckie wyniosły ok. 40 zabitych.
W lipcu 1943 r. oddziały Konfederacji Narodu działające na Białostocczyźnie składały się z pięciu Uderzeniowych Batalionów Kadrowych:
- dowodzonego przez Ryszarda Reiffa (ps. „Jacek”)
- dowodzonego przez Stanisława Karolkiewicza (ps. „Szczęsny”)
- dowodzonego przez Juliana Jagodzińskiego (ps. „Stefan Pawłowski”)
- dowodzonego przez Zbigniewa Łakińskiego (ps. „Grodniak”)
- dowodzonego przez porucznika Zbigniewa Czarnockiego (ps. „Czarny”)

9 lipca pod Cichą Wodą partyzanci rozbili oddział niemieckich lotników, a 18 września w rejonie oddział Wehrmachtu. Z kolei 23 września Niemcy rozbili pod wsią Stryjówka Uderzeniowy Batalion Kadrowy porucznika Zbigniewa Czarnockiego pseudonim „Czarny” – zginęło 32 partyzantów, ocalało 3. W Stryjówce znajduje się pomnik – obelisk upamiętniający poległych w tej bitwie żołnierzy Batalionu „Czarnego”. Na tablicy po polsku, z wyjaśnieniem w języku rosyjskim, widnieje napis:

Żołnierzom Armii Krajowej VIII Uderzeniowego Batalionu Kadrowego por. Zbigniewa Czarnockiego „Czarnego” poległym w boju pod Stryjówką 20 IX 1943 r. Sierżant podchorąży Czesław Kasowski „Czech”, Kapral podchorąży Władysław Krasucki „Gromnicki”, Kapral podchorąży Zbigniew Makowski „Kowalski”, Kapral podchorąży Józef Muklewicz „Zbyszek”, Podchorąży Andrzej Myszkowski „Andrzejewski”, Podchorąży Bohdan Smolarski „Krzysztof”, Podchorąży Zbigniew Szczepanik „Kula”, Kapral Ignacy Powichrowski „Dyrektor”, Strzelec Zygmunt Bakun „Skowronek”, Strzelec Henryk Dąbrowski „Filus”, Strzelec Bolesław Deszkowski „Przygodny”, Strzelec Henryk Fedorowicz „Warta”, Strzelec Stanisław Kuklicz „Sokół”, Strzelec Konstanty Maksymiuk „Sosna”, Strzelec Edward Powichrowski „Wiedźma”, Strzelec Feliks Szuszyński, Porucznik „Ryszard”, Kapral „Błyskawica”, Kapral „Wilk”, Strzelec „Bojanin”, Strzelec „Chart”, Strzelec „King”, Strzelec „Odważny”, Strzelec „Sęp”.

Podchorąży Bohdan Smolarski (ur. 1924) – syn Mieczysława – literata (1888-1967), odznaczony pośmiertnie Krzyżem Walecznych w 1966 roku przez ówczesnego ministra MON.
Straty w czasie walk na Białostocczyźnie wyniosły łącznie 138 spośród 200 biorących udział w walkach żołnierzy. Tak wysokie straty stały się powodem oskarżenia przywódców Konfederacji o szafowanie życiem młodych żołnierzy i, zdaniem niektórych historyków, przyspieszyły decyzję o scaleniu z AK.

## Scalenie z oddziałami Armii Krajowej
17 sierpnia 1943 oddziały wojskowe KN zostały rozkazem gen. Tadeusza Komorowskiego (ps. „Bór”) włączone do AK. Rozkaz scaleniowy podporządkowywał oddziały działające na Białostocczyźnie Okręgowi Białystok, a przygotowywane do wyjścia w pole oddawał do dyspozycji Okręgu Nowogródek. Wkrótce prawie wszystkie bataliony Uderzenia zostały przerzucone na teren Nowogródczyzny.
Oddział Piaseckiego przechodząc na Nowogródczyznę przez teren Prus Wschodnich, dokonał 15–20 sierpnia 1943 rzezi odwetowej we wsi Mittelheide, w rejonie Piszu, mszcząc zabicie przez Niemców kilkuset zakładników w Białymstoku w lipcu 1943 r.
W ramach reorganizacji sił Okręgu Nowogródek z jednostek Uderzeniowych Batalionów Kadrowych utworzono batalion, który stał się 3. batalionem 77. Pułku Piechoty AK. Dowodził nim Bolesław Piasecki, a funkcję adiutanta pełnił Jan Wyszomirski (ps. „Wroński”). Kapelanem batalionu był ks. Mieczysław Suwała (ps. „Oro”), a lekarzem Stefan Goebel (ps. „Kreczetow”). Dane na temat liczebności tego batalionu po ostatecznym sformowaniu w lutym 1944 r. są rozbieżne – podawane są liczby od 480 do ok. 700 ludzi.
Na 3. Batalion 77. pp. składały się:
1. kompania, d-ca Stanisław Karolkiewicz (ps. „Szczęsny”),
2. kompania, d-ca Ryszard Reiff (ps. „Jacek”),
3. kompania, d-ca Stanisław Hniedziewicz (ps. „Olgierd”),

- pluton zwiadu konnego, d-ca Jerzy Gumkowski (ps. „Ataman”),
- pluton łączności, d-ca Stefan Teodorowicz (ps. „Biały”).

W latach 1943–1944 batalion brał udział w walkach Okręgu Nowogródek AK. Skierowany został najpierw na teren Ośrodka Lida w rejon działania Zgrupowania Nadniemeńskiego, a następnie przydzielono go do Zgrupowania Wschód (dowódca – kpt. Stanisław Dedelis, ps. „Pal”), które działało w rejonie: Iwie – Juraciszki – Sobotniki – Traby – Berezyna nad Niemnem (teren Ośrodka Iwie Okręgu Nowogródek). Do najważniejszych akcji 3. Batalionu należała likwidacja oddziału Todta w Lidzie i wypad na bank wiosną 1944 r., oraz udział w zwycięskiej bitwie pod Trabami.

## Udział w operacji Ostra Brama
Batalion uczestniczył też w operacji Ostra Brama. 6 lipca uderzał na Wilno od strony wschodniej, wzdłuż Czarnego Traktu w stronę ulicy Subocz. Poniósł ciężkie straty w okolicy linii kolejowej wiodącej na Mołodeczno i wycofał się po kilkugodzinnej walce na południe. Udał się do Puszczy Rudnickiej, gdzie wyznaczono miejsce zgrupowania sił Okręgu. 17 lipca 1944, po aresztowaniu przez NKWD zaproszonych na odprawy dowódców jednostek AK, dowództwo Okręgu podjęło decyzję o rozwiązaniu oddziałów. Większość pochodzących z Polski Centralnej żołnierzy UBK udała się w kierunku Warszawy.